# Кебби
Кебби (англ. , хауса и фула Kebbi) — штат на северо-западе Нигерии. Административный центр — город Бирнин-Кебби. Выделен из штата Сокото в 1991 году. Граничит с Бенином и Нигером на западе
Занимает десятое место по площади и двадцать второе по населению среди штатов Нигерии.

## Административное деление
Административно штат делится на 21 ТМУ:
| - Альеро - Арева-Данди - Аргунду - Ауги - Багудо - Бирнин-Кебби - Бунза | - Данди - Факай - Гванду - Джега - Калго - Коко/Бессе - Майама | - Нгаски - Сакага - Шанга - Суру - Васагу - Яури - Зуру |

## Население
Основная часть населения Кебби - мусульмане.
В штате проживают представители народов хауса, фульбе, дакаркари и камбарава.
Согласно данным на 2018 год, за чертой бедности проживает 79,1 % населения.

## Экономика
Штат Кебби преимущественно развит в аграрном секторе экономики. В штате выращивают рис, арахис, горох, лук и хлопок
В Кебби насчитывается около 1,8 млн голов крупного рогатого скота, 2,2 млн овец, 2,8 млн коз, 50 000 верблюдов, 200 000 ослов, 20 000 лошадей